# Trò chơi năm 2001
Trang này liệt kê các board game, trò chơi thẻ bài, wargame, trò chơi mô hình thu nhỏ, và trò chơi nhập vai tabletop xuất bản năm 2001.  Đối với trò chơi điện tử, xem Trò chơi điện tử năm 2001.

## Trò chơi phát hành năm 2001
- Adventure! (trò chơi nhập vai)
- Apples to Apples - Expansion Set #3
- Apples to Apples Kids
- Axis & Allies: Pacific
- Best of Tribond
- Buffy the Vampire Slayer Collectible Card Game
- Capitol
- Carcassonne - The River
- Chez Geek 3 - Block Party
- Chrononauts: Lost Identities
- Clobber
- Combat Assault Vehicle
- Cosmic Coasters
- Cranium Cadoo
- Cranium Cadoo Booster Box
- Deluxe G.E.V.
- Double Cross (trò chơi nhập vai)
- DVONN
- Entdecker - Exploring New Horizons
- Evo
- Fairy Meat - Clockwork Stomp
- Fallout: Warfare
- Fluxx Blanxx
- Forgotten Realms Campaign Setting là phiên bản thứ ba của Dungeons & Dragons trò chơi nhập vai tabletop.
- Formula Dé Circuit 33 - 10th Anniversary
- Frag
- Genso Suikoden Card Stories
- GIPF Project Set 1
- GIPF Project Set 2
- Girl Genius: The Works
- Grave Robbers From Outer Space
- Hacker: Deluxe Edition
- HackMaster (trò chơi nhập vai)
- Harry Potter Trading Card Game
- Hive
- Illuminati: Brainwash (phát hành lại)
- Imperium, 3rd Millennium
- Jedi Knights Trading Card Game
- John Prados' Third Reich
- Little Fears - The Role-playing Game of Childhood Terror
- Lord of the Rings - Friends & Foes Expansion
- The Lord of the Rings Strategy Battle Game
- The Lord of the Rings Trading Card Game
- Medina
- The Metabarons Roleplaying Game
- Munchkin
- NFL Showdown
- Ninja Burger (trò chơi nhập vai)
- Palazzo Paletti
- Panzer Grenadier: Airborne
- Panzer Grenadier: Heroes of the Soviet Union: The Defense of Mother Russia 1942-43
- ReCharge Collectible Card Game
- Reminiscing:the Movie Edition
- Risk 2210 A.D.
- Scattergories Platinum Edition
- Star Fleet Battle Force
- Starfarers of Catan 5-6 Player Expansion
- Starship Catan
- Stratego: Legends - Celestial Vengeance
- Stratego: Legends - Qa'ans Resurgence
- Taboo Junior
- Terra the Gunslinger (trò chơi nhập vai)
- TransAmerica
- Twilight Imperium: Armada
- Twilight Imperium: Armada: Stellar Matter
- Twilight Imperium: Hope's End
- Unexploded Cow
- Villa Paletti
- Warangel Card Game
- Warhammer 40,000 Collectible Card Game
- Warlord: Saga of the Storm
- Weird Wars (trò chơi nhập vai)
- Wyatt Earp
- Z-G (trò chơi thu thập thẻ bài)
- Zombies!!!

## Giải thưởng trò chơi được trao năm 2001
- Spiel des Jahres: Carcassonne
- Games: Evo

## Sự kiện lớn liên quan đến trò chơi năm 2001
- Mongoose Publishing được thành lập.